# 海韭菜
海韭菜（}）是水麦冬科植物。

## 形态
海韭菜的须根肥厚，茎比较短；基生线形的叶子，下部为半圆柱状，基部扩大成鞘，边缘为膜质；顶生总状花序，密布紫绿色小花；卵形果实，具有纵沟，果实成熟后自下而上开裂成6瓣，每瓣内部有一个细长的种子。

## 分布
海韭菜多生长于海拔高的河滩、沼泽或浅水中；产于中国青海东部，在中国北方、西部地区也有分布。